# Bos van Ranst

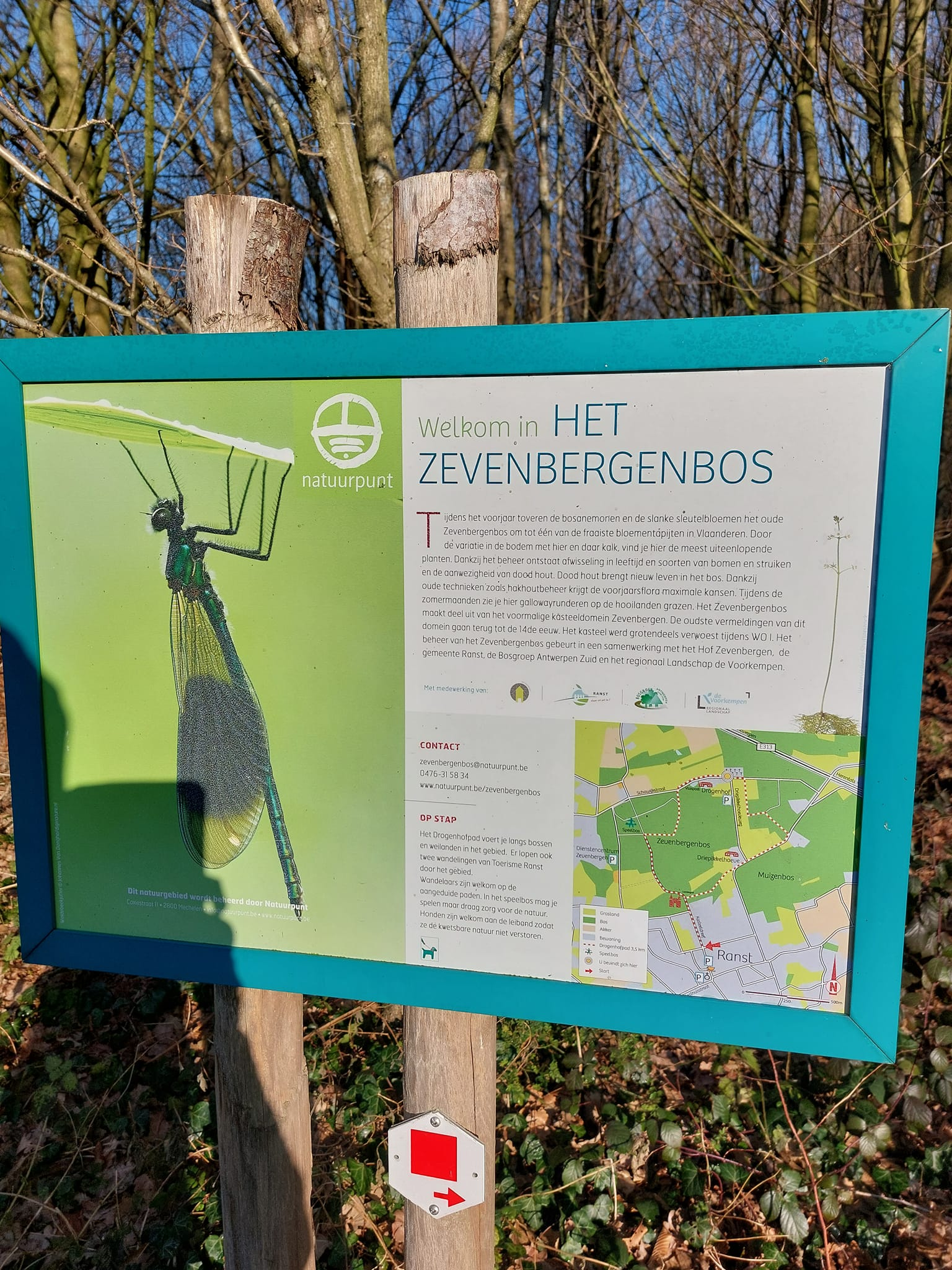
Zevenbergenbos

Het Bos van Ranst is een natuurgebied in de Antwerpse plaats Ranst, gelegen ten noordwesten van de kom. Het bestaat uit het Muizenbos in het oosten en het Zevenbergenbos in het westen. Het is Europees beschermd als onderdeel van Natura 2000-gebied Bos- en heidegebieden ten oosten van Antwerpen.
Het gebied kent tal van gradiënten, daar het op de grens ligt van enerzijds de zand- en leemlagen in de Kempen, anderzijds de kalkrijke bodems van de vallei van de Schelde.
Van de cultuurhistorische waarden kan het kasteel Zevenbergen worden vermeld.

## Flora en fauna
De bossen zijn voornamelijk gemengde loofbossen en in het Muizenbos bevindt zich een bosreservaat. De bossen behoren tot de oudste van de provincie Antwerpen en hebben een rijke ondergroei met planten als bosorchis, keverorchis, eenbes, herfsttijloos en slanke sleutelbloem.
De bossen zijn rijk aan vogels en er werden 122 nachtvlindersoorten aangetroffen. De zeldzame iepenkokermot en oranje espenspanner werden er aangetroffen. Van de dagvlinders kunnen de iepenpage, de keizersmantel en de kleine parelmoervlinder worden genoemd.
Er huizen meerdere vleermuissoorten in het Bos van Ranst.